# 아라레 (과자)

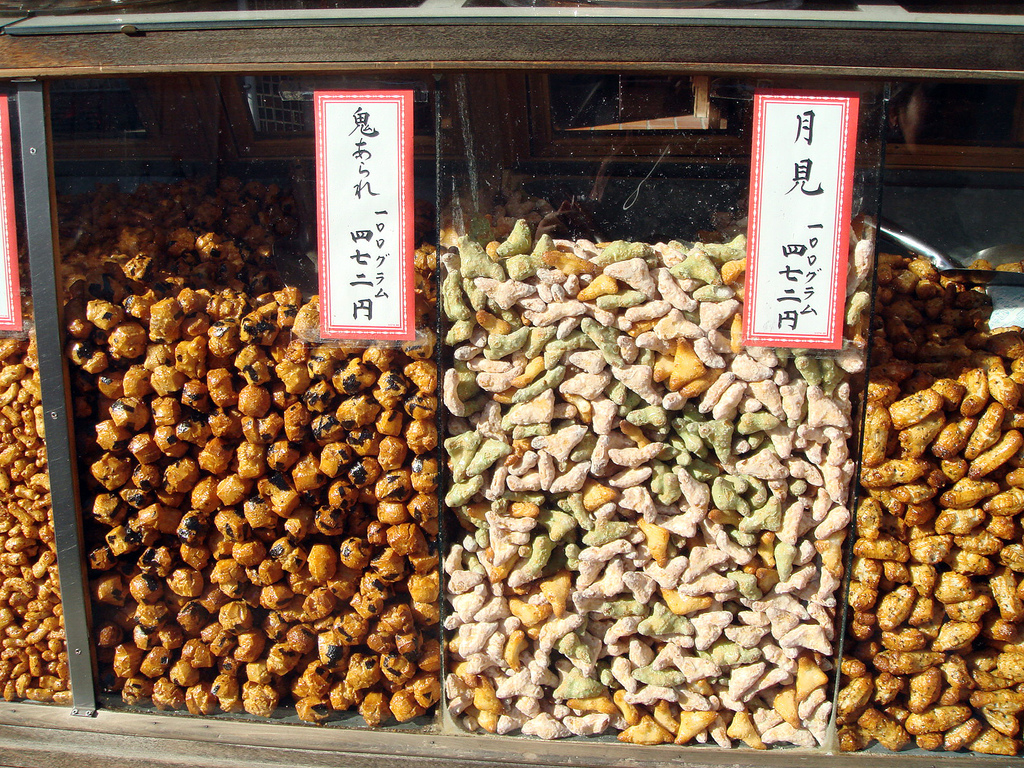
아라레

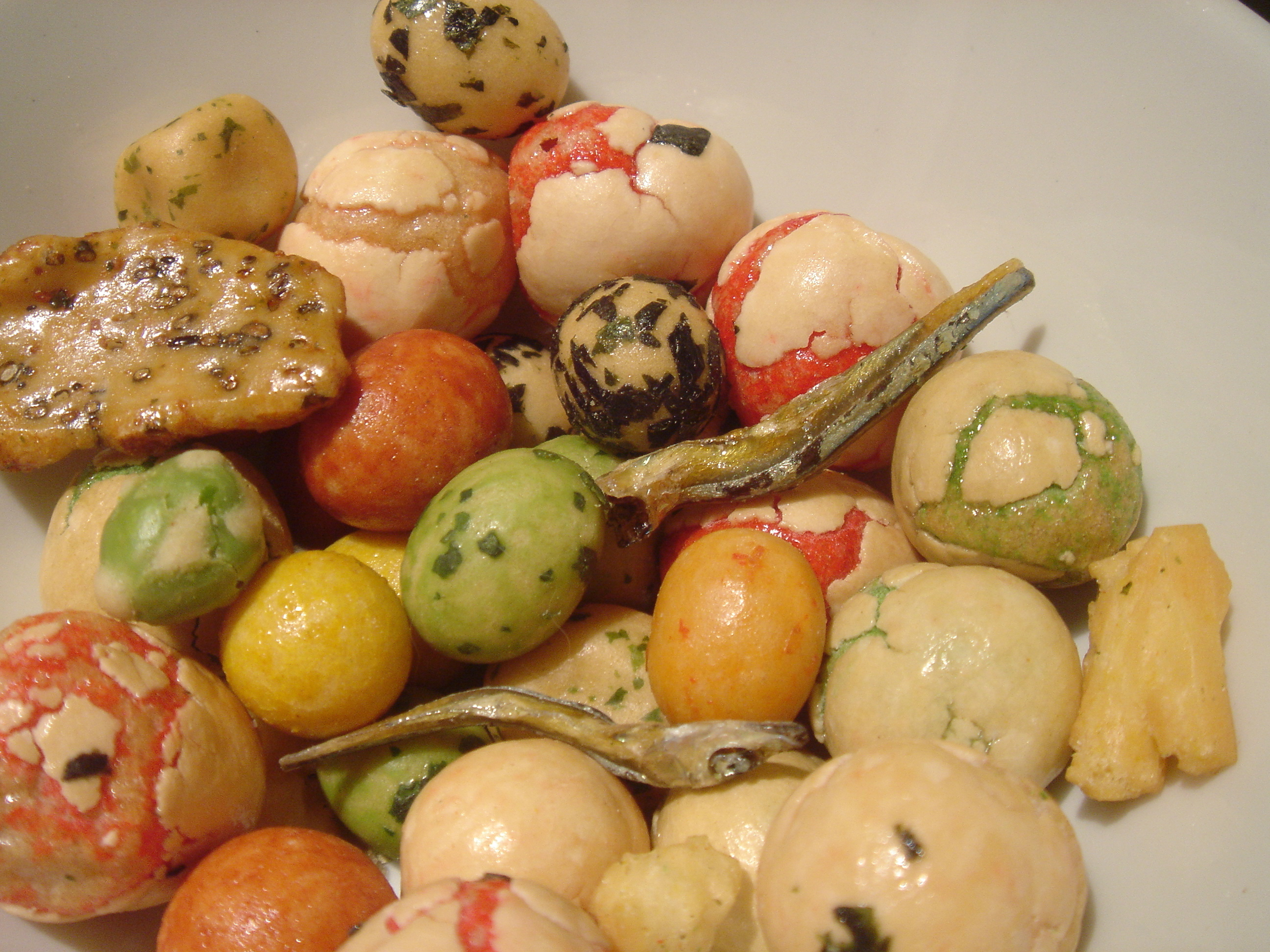
콩아라레

아라레(あられ)는 화과자의 일종이다. 일본 떡을 길이 2~3cm, 두께 5mm 정도로 작게 잘라서 볶아 만든 것으로, 떡 말고도 표면을 코팅한 콩으로 만들기도 한다. 볶아서 만든 것이 대다수지만 가끔씩 튀겨서 만든 것도 있다. 일찍이 헤이안 시대부터 '가키모치' (かき餅)의 일종으로 <산성풍토기> (山城風土記)에서 '아라레떡' (アラレ餅)이란 이름으로 등장하였으며, 에도 시대에는 하나의 상품으로 다량 생산을 시작한 과자이다.
아라레에 쓰이는 떡은 시중에 유통되는 떡과 비슷하지만 여기에 쑥 등의 채소를 넣거나 빨간색, 노란색을 내는 재료 및 색소를 넣어 색다르게 만들기도 한다. 아라레 전용 그물통에 담아 먼불에 때어 떡처럼 부풀린 뒤 식히면 완성되며, 튀겨서 만들면 매우 부드럽게 된다. 먹을 때에는 소금이나 설탕 약간을 묻혀 먹는다.
떡을 좀 세밀하게 조리한 것은 오차즈케 재료로 쓰이기도 한다. 처음에는 오차즈케를 먹을 때 씹히는 맛이 괜찮아서 들어간 것이었지만 나중에 오차즈케에 습기가 생기는 것을 방지한다는 사실이 알려지면서 표준화됐다. 물론 밀봉기술이 발달한 지금도 고소한 맛을 선호하면서 오차즈케의 기본재료로 들어간다. 여기에 들어가는 아라레를 '부부아라레' (ぶぶあられ)라 부르며, 줄여서 '부부' (ぶぶ)라고만 부르기도 한다. 교토벤에서는 오차즈케를 가리키는 말로 '부부즈케' (ぶぶ漬け)를 쓰기도 한다.
아라레와 마찬가지로 쌀을 이용한 화과자 전병이 있는데 이건 찹쌀 대신 멥쌀을 쓴다.

## 같이 보기
- 히나아라레 - 설에 먹는 일종의 뻥튀기.